# Unione Sportiva Internazionale Napoli
L'Unione Sportiva Internazionale Napoli era una società calcistica di Napoli. Fondata nel 1911, nel 1922 assorbì parzialmente il Pro Napoli, terza squadra del capoluogo partenopeo.
Nel 1922 per esigenze di carattere finanziario, si fuse con il Naples dando così vita al "Foot-Ball Club Internazionale-Naples", meglio noto come FBC Internaples.

## Storia

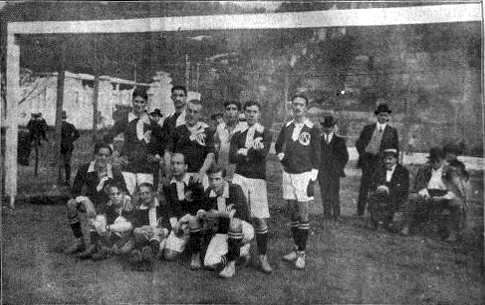
L'US Internazionale di Napoli, squadra nata nel 1911 in seguito a una scissione all'interno del Naples.

La società fu fondata da una componente inglese del Naples Football Club, che l'11 ottobre 1911, capitanata da Hector Bayon e Steinnegger, si separò dal club originario. La nuova squadra adottò una maglia blu scuro con macchia bianca, ispirata, come la divisa del Naples, ai colori del Golfo di Napoli. Intenzione della nuova società era mettersi d'accordo con le più blasonate squadre del Nord Italia affinché scendessero a Napoli per giocare con l'Internazionale di Napoli in maniera da polarizzare nella popolazione partenopea quell'interesse per il calcio che nel meridione non aveva finora goduto della fortuna che tale sport godeva nel settentrione. Il 13 novembre 1911 il Mezzogiorno Sportivo scrisse che l'Internazionale Napoli aveva battuto «domenica scorsa» 3-1 una formazione, non citata, di «marinai inglesi», descritta come «una squadra inglese di passaggio per Napoli».
In seguito alla scissione, il Naples si indebolì considerevolmente, perdendo tutti gli elementi di origini straniere, nonché Michele Scarfoglio, richiamato in Libia; nonostante ciò, i bleu-celesti, allenati temporaneamente da Capra del Torino (che in quel momento si trovava a Napoli per il servizio militare), riuscì a vincere il primo confronto con l'Internazionale grazie a una rete di testa di Pasquali nei minuti finali del primo tempo. Il Naples vinse anche le due successive partite con l'Internazionale di Napoli, che andò anche a perdere a Roma con il Roman; tuttavia, l'Internazionale riuscì a riprendersi da queste prime sconfitte, sconfiggendo a Napoli il Roman, e avendo la meglio sul Naples nel campionato meridionale di Seconda Categoria 1911-12 dopo cinque combattute partite (di cui tre di spareggio). L'Internazionale poteva contare su molti elementi stranieri, nonché addirittura su due giocatori italiani che erano stati in precedenza soci del Naples, ovvero Casacchia e Michele Scarfoglio.

Una formazione dell'Internazionale Napoli nella stagione 1912-1913

L'inaugurazione del nuovo campo delle Terme di Agnano avvenne il 27 ottobre 1912, con una vittoria per 3-2 contro il Roman Football Club. Facevano parte della squadra Steinegger, l'inglese Fowles, l'elvetico Yenni, il portiere Pepèn Cangiullo proveniente dall'Audacia Napoli, dalla Società Sportiva Napoli i fratelli Matacena e Mascoli, De Giuli ed il marchese Paduli. Nel 1912, la FIGC decise di ammettere al campionato di Prima Categoria (allora la massima serie) le squadre del centro-sud. L'Internazionale affrontò in uno scontro fratricida il Naples nella semifinale centro-sud, alla fine fu il Naples a uscirne vincitore grazie a due vittorie per 2-1 e 3-2. Nella stagione successiva l'Internazionale si prese la rivincita eliminando il Naples sempre nella semifinale centrosud prima di perdere la finale centrosud contro la Lazio. Le due squadre partenopee si affrontarono ancora una volta nelle semifinali centrosud nel 1915, ma lo spareggio necessario per stabilire la sfidante della Lazio (dopo la vittoria dell'Internazionale per 3-0 all'andata e quella del Naples per 4-1 al ritorno) non si tenne mai perché il torneo venne sospeso a causa dell'entrata in guerra dell'Italia nella prima guerra mondiale.
Finita la guerra, nel 1919 il campionato riprese. Rispetto all'ultimo campionato il numero delle squadre partecipanti aumentò a dismisura soprattutto nel nord. Anche il numero di squadre campane partecipanti al campionato aumentò di molto; se nella stagione 1914-15 le squadre campane partecipanti erano solo due (il Naples e l'Internazionale) nel 1919 le squadre campane partecipanti erano ben sei. Oltre alle due rivali partenopee, si iscrissero Puteolana, Pro Napoli (molti soci di quest'ultimo club confluirono pochi anni dopo nell'Internazionale), Pro Caserta e Bagnolese (quest'ultima fu ammessa nel girone campano della Prima Categoria, ma si ritirò prima del suo inizio a calendario già compilato). Negli anni dal 1919 al 1922 l'Internazionale disputò il girone campano di Prima Categoria, ma non brillò particolarmente raggiungendo al massimo le semifinali interregionali.
Nell'ottobre 1922 la frattura italo-inglese del calcio partenopeo fu ricomposta, per ragioni di carattere finanziario: l'Internazionale e il Naples, entrambe in difficoltà economiche, attuarono una fusione, dando così vita al Foot-Ball Club Internazionale-Naples, meglio noto come FBC Internaples.

## Colori e simboli

### Colori
I colori sociali erano il blu notte e il bianco, scelti poiché richiamavano i colori del golfo di Napoli.
La maglia dell'Internazionale, era blu notte con colletto e risvolti bianchi e sempre bianco era lo stemma del sodalizio cucito sul lato sinistro all'altezza del cuore. Ancora bianchi erano i calzoncini, mentre blu, con due righini orizzontali bianchi, erano i calzettoni.

### Simboli ufficiali

#### Stemma
Lo stemma dell'Internazionale Napoli, era un disco blu, bordato di bianco, all'interno del quale, caratterizzate da un sobrio font senza grazie, trovavano posto le iniziali IN, entrambe in maiuscolo e di colore bianco. Non dissimile a quello appena descritto, infine, era un altro emblema adottato sempre dall'Internazionale: anche in questo caso, lo stemma era di forma circolare, con bordura bianca e fondo blu, sul quale, adattandosi alla conformazione dell'emblema, figurava, in bianco, riprodotta con un carattere molto semplice, la sigla USI in maiuscolo.

Stemma dell'Internazionale con le iniziali «IN»
Stemma dell'Internazionale con la sigla «USI»

## Gli stadi
Il campo di gioco in principio era a Bagnoli, con posti a sedere su seggiole allestite ad hoc al prezzo di 50 centesimi di lire. La nuova società avrebbe prediletto gli sport atletici in generale e il calcio in particolare. Non appena fondata, l'Internazionale di Napoli strinse immediatamente contratto con la società delle Terme di Agnano per uno spazioso campo di calcio provvisto di ampio chalet.
L'inaugurazione del nuovo campo delle Terme di Agnano avvenne il 27 ottobre 1912, con una vittoria per 3-2 contro il Roman Football Club

## Palmarès
- 2º al campionato dell'Italia meridionale: 1

1913-1914